# Seria 470 ČD
Seria 470 ČD to oznaczenie elektrycznych zespołów trakcyjnych produkowanych w 1991 w zakładach Vagonka Studénka dla państwowych kolei Československé státní dráhy.
Pierwsza prototypowa konstrukcja 5-wagonowego piętrowego podmiejskiego zespołu trakcyjnego pojawiła się w 1991 roku. Seria 470 nie weszła jednak do seryjnej produkcji, gdyż jej miejsce zajęły ulepszone składy serii 471. Powstały 2 zespoły serii 470, złożone z jednopoziomowego wagonu silnikowego Bo-Bo o mocy 1104 kW (1500 KM) ciągnącego 3-piętrowe wagony doczepiane serii 070 o łącznej liczbie miejsc 602 (II klasy). Budowę zespołów trakcyjnych zleciły byłe koleje czechosłowackie ČSD. Rozdzielenie kraju na Republikę Czeską i Słowację opóźniło realizację projektu, przy czym szybki rozwój elektronicznych systemów sterowania sprawił, że ten zastosowany w serii 470 zestarzał się wraz z ciężkim jednopoziomowym wagonem silnikowym, w którym dużo powierzchni zajmował osprzęt. Obydwa zespoły przejęły České dráhy; kursowały one w normalnym ruchu pasażerskim na trasie Praga – Kolín – Pardubice. Zespół 470.001/002 został wycofany z ruchu w 2003 r., drugi zespół 470.003/004 jeździł jeszcze w 2009 r. na linii Praga – Beroun.